# مقاومة سوريا ولبنان للاستعمار الفرنسي
مقاومة سوريا ولبنان للاستعمار الفرنسي يُقصد بها الأساليب التي استخدمها السوريون واللبنانيون لمقاومة الاحتلال الفرنسي. كانت سياسة فرنسا الاستعمارية في لبنان وسوريا تعتمد على تركيز السلطة في أيدي الفرنسيين، وإثارة النعرات الإقليمية والطائفية، وتسخير الاقتصاد السوري لخدمة الاقتصاد الفرنسي، ونشر اللغة والثقافة الفرنسية، واستخدام مختلف وسائل القمع والارهاب. رفض الشعب السوري السياسة الفرنسية، واستخدام في مقاوماتها أساليب متنوعة سواء كانت داخلية أم خارجية.

## أساليب مقاومة داخلية
- عرائض احتجاج ووفود تفاوضية من القادة السوريون.
- أعمال مقاومة وعمليات بطولية ضد الفرنسيين شملت كافة المناطق.
- رفض سلطة الاستعمار وعدم الاعتراف بقراراته.
- تظاهرات شعبية بعدة اشكال وفي مختلف المدن السورية.
- ثورات شعبية، انطلقت الثورات في كل مناطق سوريا ضد الاستعمار الفرنسي مثل: ثورة صالح العلي في جبال العلويين عام 1919، ثورة منطقة حوران بقيادة إسماعيل الحريري عام 1920.
- ثورة إبراهيم هنانو في جبل الزاوية عام 1920، ثورة جبل الدروز بقيادة (سلطان باشا الأطرش) في جبل العرب عام 1925 وغيرها من الثورات.

## أساليب مقاومة خارجية

### فضح السياسية الاستعمارية
قمع الفرنسيون الثورات السورية بشدة، وكان قائد الثورة السورية الكبرى (سلطان باشا الاطرش) ممن طاردتهم الفرنسيون مما اضطره إلى اللجوء إلى منطقة شرق الأردن جنوب سوريا ثم لجأت فرنسا إلى مهادنة الشعب السوري؛ بسبب تصاعد الحركة الوطنية السورية ضد الاستعمار، فسمحت للسوريين بالإنشاء الأحزاب، وتم إنشاء أول انتخابات للجمعية التاسيسية السورية البرلمان التي أصدرت دستور عام 1930م؛ فعادت حركة النضال الوطني من جديد؛ لأن الدستور لم يلب امال وطموحات الشعب السوري، واستمر بالنضال والمقاومة واوقعت العمليات التي قام بها الثوار الكثير من الخسائر بالفرنسيين، مما اضطر فرنسا إلى توقيع معاهدة مع الوطنيين السوريين عام 1936م على غرار المعاهدة العراقية البريطانية 1930م، ولكن البرلمان الفرنسي لم يوافق عليها، فكان أن تجددت المقاومة وثار السوريين من جديد وبخاصة خلال الحرب العالمية الثانية وشكلوا ضغط كبير فاضطرت فرنسا باعلان استقلال سوريا وتم جلاء اخر جندي عن سوريا عام 1946 م.
أما لبنان فقد أعلنت فرنسا استقلاله عام 1943م، وشكل رئيس الوزراء رياض الصلح حكومة وطنية عملت على تعديل الدستور، وجعل حق التشريع للمجلس النيابي، فردت سلطات الانتداب على ذلك باعتقال رئيس الجمهورية بشارة خوري ورئيس الوزراء رياض الصلح، مما أثار غضب اللبنانيين الذين ثاروا ضد الفرنسيين، وسقط بعض القتلى، وأجبروا فرنسا على إطلاق سراح المعتقلين. وتابع اللبنانيون نضالهم إلى أن حصلوا على الاستقلال التام 22/كانون أول/1946م.